# Чудеса от рая
„Чудеса от рая“ (на английски: Miracles from Heaven) е американска християнска драма от 2016 г. на режисьора Патриша Риджън, по сценарий на Ранди Браун. Базиран на едноименната книга от Кристи Бийм, разказва истинската история на нейната млада дъщеря, която има преживяване, близко до смъртта и по-късно е излекувана от неизлечима болест. Във филма участват Дженифър Гарнър, Кайли Роджърс, Мартин Хендерсън, Джон Карол Линч, Еухенио Дербес и Куин Латифа. Снимките започват в Атланта, Джорджия през юли 2015 г. Филмът е пуснат на 16 март 2016 г. Филмът е финансово успешен, който става осмият високобюджетен християнски филми в Съединените щати.